# Duende Verde (Ultimate Marvel)
El Duende Verde (Norman Osborn) es un supervillano ficticio que aparece en los cómics estadounidenses publicados por Marvel Comics. El personaje es la versión Ultimate Marvel de Norman Osborn, y fue interpretado por el artista Mark Bagley para parecerse al actor Brian Dennehy, según las instrucciones del escritor Brian Michael Bendis.

## Biografía ficticia
Norman Osborn es un industrial y científico corrupto que está tratando de perfeccionar la droga Super Soldado para S.H.I.E.L.D., una obsesión que lleva al abandono de su esposa Martha Osborn y su hijo Harry Osborn. Cuando una araña inyectada con OZ muerde a Peter Parker en una excursión, y desarrolla habilidades increíbles, Norman teoriza que si el OZ combinado con el ADN de la araña estuviera detrás de las habilidades de araña de Parker, entonces Norman con OZ combinado con su propio ADN convertirse en una versión mejorada de sí mismo. Pero su experimento sale mal y ocurre una explosión que afecta a su hijo y al Dr. Otto Octavius. Él mismo se transforma en un monstruo musculoso, grotesco y con aspecto de duende, lo que le otorga fuerza sobrehumana, reflejos, resistencia, velocidad y durabilidad, y le permite saltar grandes distancias. También es piroquinético, ya que puede lanzar bolas llameantes de energía destructiva. En un intento por destruir toda evidencia de su existencia, el Duende Verde mata a la esposa de Norman, pero Harry logra escapar mientras la casa se está incendiando. Al día siguiente, ataca la escuela de Harry, pero es detenido por Spider-Man. Durante la pelea, Duende Verde cae en picado desde un puente hacia el río, aparentemente muerto. Más tarde, el público se refiere a su alter ego como el Duende Verde. 
Sin embargo, Norman sobrevive y ha "evolucionado" en sus palabras. Ahora puede controlar sus transformaciones en una encarnación inteligente del Duende Verde a través de inyecciones de OZ. Debido a una sobredosis de OZ, sufre alucinaciones. Estos incluyen ver todo a través de un filtro rojo sangre y criaturas llamadas "plásmidos" que lo atormentan. Tomando a Harry de regreso, Norman regresa a la ciudad de Nueva York y culpa a su rival comercial Justin Hammer por la explosión. Bajo el hechizo del Duende, se revela a Parker y le dice al niño que renuncie a la identidad de Spider-Man y trabaje para él, o sufrirá la muerte de sus seres queridos. El Duende le dice a Parker que mate al líder de S.H.I.E.L.D., Nick Fury. Cuando Parker se niega, el Duende secuestra a Mary Jane Watson, a quien intenta matar arrojándola desde lo alto de un puente. Spider-Man puede salvar a Mary Jane y se une a los agentes de S.H.I.E.L.D. para atacar al Duende. La batalla continúa en el penthouse Manhattan de Osborn, donde el Duende se transforma aún más después de recibir varias inyecciones de OZ y comienza a asfixiar a Spider-Man. Harry descubre la escena, recogiendo un cristal de ventana destrozado para atascarlo en la espalda de su padre, volviéndolo a ser humano. Norman es puesto bajo custodia de S.H.I.E.L.D.
En la serie limitada Ultimate Six, Norman y Octavius (ahora llamado Doctor Octopus) idean un plan para escapar de la prisión junto con Electro, Kraven el Cazador y el Hombre de Arena que usa la nueva habilidad de Norman para transformarse en su forma de Duende Verde a voluntad. También parece que ya no está bajo la influencia de los "plásmidos" alucinógenos con Norman afirmando que ha estado pasando por una "etapa de transición" durante su último enfrentamiento con Peter. Además, su discurso es más coherente en su forma de Goblin, lo que sugiere que ya no está alucinando como resultado de la fórmula OZ. Secuestran a Peter desenmascarado para obligarlo a unirse a ellos. Osborn considera que Spider-Man es su hijo "verdadero" y pertenece a él, por lo que evita dañar a Peter, pero humilla al niño. En una batalla entre Ultimate Six y Ultimates en la Casa Blanca, Harry se usa como la carta de triunfo de Fury contra el Duende. Harry le ruega a su padre que se detenga mientras el Capitán América convence a Peter de las mentiras de Osborn. Norman está a punto de volver a cambiar cuando Iron Man lo golpea por la espalda, alterando gravemente los genes de Norman y provocando que arremeta contra el personal de S.H.I.E.L.D. antes de ser derribado ante el horror de Harry. Una vez más detenido, se revela que Osborn está en suspensión criogénica, con la mitad de su rostro en forma de duende.
Osborn vuelve a tener la apariencia de una forma humana y se mantiene en una celda de alta seguridad con otros prisioneros sobrehumanos. Cuando es contactado por Carol Danvers, Norman afirma que solo responderá ante Fury; luego se transforma en su forma de Green Goblin y rompe con las medidas de seguridad, la OZ en su sistema ha vuelto a trabajar en su cuerpo en un proceso adicional de lo que él llama 'evolución'. Al lector se le da una mirada a su estado de ánimo. Aunque ya no lo persiguen los 'plásmidos', Goblin ha cedido a una paranoia severa, creyendo que todos, excepto él, están locos, y que Fury es un tirano que encarcela a cualquiera con el poder de ponerse de pie. En su fuga, solicita la ayuda prometida de Electro como venganza por liberarlo; otros supervillanos que escapan incluyen a Omega Red, Kraven el Cazador y Gwen Stacy (Carnage). La estrategia del Duende para escapar es simple; Norman aparece en un programa de entrevistas y afirma que Fury lo retuvo en una prisión en contra de su voluntad, justo cuando estaba a punto de crear una droga para resolver los problemas militares de los Estados Unidos. El Duende entra en una ira explosiva cuando se enfrenta a una transmisión de televisión de una conferencia de prensa de S.H.I.E.L.D. (escenificada) con Harry declarando que Norman es malvado y mató a la madre de Harry y terminó asaltando el Helicarrier de S.H.I.E.L.D.; su hijo pelea en una forma similar Duende pero pierde el cuerpo a cuerpo resultante y es golpeado hasta la muerte de repente e inesperadamente regresa a su forma humana mientras su padre golpea con toda su fuerza. Tanto con las tropas de S.H.I.E.L.D. como con Duende, horrorizado por lo que ha hecho, vuelve a su propia forma humana, se da la vuelta y pide que lo maten. Danvers (a cargo de S.H.I.E.L.D. mientras Fury no está) lo obliga disparándole a Norman en la cabeza.
Sin embargo, Norman es capaz de sobrevivir al incidente para sorpresa de él mismo y de Danvers y fue mantenido bajo custodia de S.H.I.E.L.D. bajo observación. A pesar de que no quedaba rastro de OZ en su cuerpo, aún podía transformarse en su forma de Duende Verde. Luego puede escapar, junto con los otros villanos de Spider-Man: Doctor Octopus, Electro, Sandman, Kraven y Buitre. Se escapan a Nueva York y se refugian en un edificio. Mientras S.H.I.E.L.D. y los Ultimates están preocupados por Los Vengadores, Osborn les informa a los demás que esta es la "voluntad de Dios", diciéndoles que Dios quiere que maten a Spider-Man. Cuando el Doctor Octopus protesta, el Duende mata a su antiguo aliado, acompaña a los villanos restantes a Elijah Stern. El escondite de Peter en busca de armas, y luego se dirige a la casa de Peter junto con los villanos restantes. En la batalla resultante, el Duende aparentemente muere cuando Spider-Man literalmente lo aplasta con un camión. Pero Osborn queda sin energía entre los escombros con una leve sonrisa en su rostro, lo que sugiere que aún puede estar vivo.
Meses antes de su transformación y aparente muerte, Norman hizo que el Dr. Conrad Markus de alguna manera creara otra araña inyectada con OZ que luego muerde a Miles Morales, indirectamente debido a que Aaron Davis fue contratado por Donald Roxxon. Más tarde se revela que Osborn todavía está vivo y bajo la custodia de S.H.I.E.L.D. hasta que escapa para enfrentarse al nuevo Spider-Man. Habiendo escapado de la custodia, el Duende ataca a Miles, pero la intervención de Peter sorprendió a todos. Se descubrió que la fórmula de Oz que afectó a Parker y Osborn les dio la inmortalidad. El Duende Verde es derrotado y el cuerpo de Osborn es inmolado por la detective Maria Hill.
Siguiendo la historia de "Secret Wars", el Duende Verde de la Tierra-1610 fue restaurado y se lo vio luchando contra Spider-Man y los Ultimates.
Cuando las instalaciones de ingeniería de la Universidad Empire State son atacadas, Morales como Spider-Man se encuentra con el Duende Verde. Al luchar contra él, Miles recordó esta versión de Goblin. Durante la pelea con el Duende, Miles es emboscado por un villano llamado Ultimatum que somete con poderes de cambio de tamaño. Después de recordar a Miles de alguna manera, Ultimatum agarra al Goblin y usa sus botas cohete para llevárselo.
Después de que logró obtener una muestra de la droga que estaba produciendo Ultimatum, Spider-Man II fue atacado nuevamente por el Duende Verde. Miles logró derrotar al Duende y entregarlo a la policía. El Duende logró escapar y usar su droga para convertir a las personas en versiones más pequeñas de sí mismo llamadas Goblinoides. Con sus Goblinoides, el Duende los lideró para atacar la Academia Brooklyn Visions. Aunque fue derrotado por Spider-Man II nuevamente, el Duende escapó.
Resulta que Ultimatum ha estado ayudando al Duende Verde a formar un ejército de Goblinoides como parte de su complot para apoderarse de Brooklyn. Después de escapar de Ultimatum, los clones quemadores de Miles y los secuaces de Ultimatum, Spider-Man II y Prowler se encuentran con el Duende y los Goblinoides. Mientras Spider-Man II y el Merodeador luchan contra los Goblinoides, el Duende afirma que se disparará un pulso donde cualquiera que haya tomado la droga Goblinoid se convertirá en la próxima ola de Goblinoides. Cuando el pulso se activa, algunos goblinoides atacaron al Capitán América en el momento en que estaba llevando a los amigos de Miles. Jefferson Davis aparece para ayudar al Capitán América a luchar contra los Goblinoides. Bombshell y Starling alcanzan a Spider-Man II y al Merodeador justo cuando el Duende los alcanza en Prospect Park. El Duende comienza a abrumar a Spider-Man II. Justo a tiempo, llegan el Capitán América y Jefferson. Spider-Man II golpea al Duende cuando Jefferson le impide ir demasiado lejos. En ese momento, llega Ultimátum. Ultimatum, sus secuaces y los Goblinoides atacan a Spider-Man II, Capitán América, Jefferson, Prowler, Bombshell y Starling. Goblin se recupera y ataca a Prowler mientras Ultimatum planea enviar a Spider-Man II de regreso a la Tierra-1610. El Prowler se sacrifica para emitir una explosión de pulso iónico inverso al sobrecargar su traje. Esto termina enviando a Ultimatum y al Goblin de regreso a la Tierra-1610, lo que hace que los Goblinoides regresen a su forma humana mientras los secuaces restantes de Ultimatum huyen del área.

## Poderes y habilidades
Dado que los poderes del Duende Verde se derivan de la fórmula OZ, su fuerza se deriva de la cantidad a la que está expuesto. La dosis más pequeña le da garras, cuernos y cabeza verdes, aunque el resto de él tiene una apariencia humana. Cuando regresa, usa dosis más grandes de OZ para volverse más grande y completamente verde, con más crestas. Cuando toma una sobredosis de OZ, sus cuernos, estatura y músculos se vuelven más grandes, al igual que la cantidad de crestas. Más tarde desarrolla una forma de transformarse sin OZ en una forma más grande y poderosa, haciendo obsoletas las inyecciones. Esta versión parece ser efectivamente inmortal, habiendo resucitado y 'evolucionado' varias veces hasta el momento a pesar de que ha sido asesinado de múltiples maneras; Actualmente se desconoce el alcance y las limitaciones de esta inmortalidad condicional.

## En otros medios

### Televisión
- La encarnación del Duende Verde en Ultimate Marvel sirve de inspiración para dos versiones que aparecen en Ultimate Spider-Man (2012), ambas con la voz de Steven Weber.[25][26]
  - La encarnación "principal" luce la apariencia monstruosa de piel verde de la encarnación Ultimate Marvel combinada con el uso de un planeador, bombas de calabaza y guanteletes eléctricos de la encarnación original.
  - Una encarnación diferente luce alas demoníacas y proviene de una realidad alternativa donde mató a su versión de Peter Parker y lucha contra Miles Morales. En la tercera temporada, lucha contra su contraparte "principal", el "principal" Spider-Man y Ultimate Spider-Man, pero finalmente es derrotado. En la cuarta temporada, el Duende es llevado al universo "principal" por Barón Mordo a través del Sitio Peligroso, pero Spider-Man usa el Sitio Peligroso para traer a Kid Arachnid antes de que este último se vea obligado a destruirlo, dejando varados a Kid Arachnid y el Duende. Este último es reclutado más tarde en los Seis Siniestros respaldado por el Doctor Octopus de Hydra, pero es derrotado por Spider-Man una vez más.
- La encarnación de Ultimate Marvel del Duende Verde sirve como inspiración para el Dark Goblin que aparece en Spider-Man (2017), con la voz de Josh Keaton.[27] El Dark Goblin luce la apariencia monstruosa de la encarnación Ultimate Marvel junto con habilidades de simbionte y el uso de la encarnación original de un planeador y bombas de calabaza.

### Cine
- La encarnación de Ultimate Marvel del Duende Verde, con elementos de otros Goblins, aparece en Spider-Man: Into the Spider-Verse, con la voz de Jorma Taccone.[28][29] Esta versión luce alas demoníacas y piroquinesis y funciona para Kingpin. Durante la lucha de Spider-Man para detener el Supercolisionador de Kingpin, el Duende Verde lo ataca, pero luego muere en la explosión del Supercolisionador.

### Videojuegos
- La encarnación de Ultimate Marvel del Duende Verde aparece en Ultimate Spider-Man (2005), con la voz de Peter Lurie.
- La encarnación de Ultimate Marvel del Duende Verde aparece como un personaje jugable y el jefe final de Spider-Man: Battle for New York, con la voz de Neil Kaplan.
- La encarnación de Ultimate Marvel del Duende Verde aparece en Ultimate Spider-Man: Total Mayhem.
- La encarnación de Ultimate Marvel del Duende Verde aparece en Lego Marvel Super Heroes, con la voz de John DiMaggio. Esta versión se basa en la encarnación de la serie animada Ultimate Spider-Man.
- La encarnación de Ultimate Marvel del Duende Verde aparece como un personaje jugable y un jefe en Disney Infinity 2.0, con la voz de Nolan North. Esta versión se basa en la encarnación de la serie animada Ultimate Spider-Man.
- La encarnación de Ultimate Marvel del Duende Verde es un aspecto alternativo para el Duende Verde convencional en Marvel Future Fight.